# Tarache bella
Tarache bella is een vlinder uit de familie van de uilen (Noctuidae). De wetenschappelijke naam van deze soort is voor het eerst voorgesteld door William Barnes en Foster Hendrickson Benjamin in een publicatie uit 1922.
De soort komt voor in het westen van de Verenigde Staten.